# Jaswantnagar
Jaswantnagar es  una ciudad y municipio situado en el distrito de Etawah en el estado de Uttar Pradesh (India). Su población es de 28164 habitantes (2011). 

## Demografía
Según el  censo de 2011 la población de Jaswantnagar era de 28164 habitantes, de los cuales 14944 eran hombres y 13220 eran mujeres. Jaswantnagar tiene una tasa media de alfabetización del 78,16%, superior a la media estatal del 67,68%: la alfabetización masculina es del 83,42%, y la alfabetización femenina del 78,23%.